# Porina hyperleptalea
Porina hyperleptalea är en lavart som beskrevs av P. M. McCarthy & Kantvilas. Porina hyperleptalea ingår i släktet Porina och familjen Porinaceae.   Inga underarter finns listade i Catalogue of Life.